# Pelle Karlsson
Pelle Olof Nils Karlsson, ursprungligen Per-Olof Nils Carlsson, född den 24 juli 1950 i Göteborg, är en svensk kristen sångare, musiker, kompositör, bandledare, skivproducent, förkunnare och författare inom pingströrelsen.

## Biografi
Karlsson gjorde 1961 som gossopran en svensk inspelning med svensk text på melodin O sole mio, Vad gränslös kärlek, som fanns med på hans första EP-skiva Per-Olof Karlsson sjunger och spelar.  Han bildade 1963 en trio och gav med den ut EP:n På Jerikos väg 1964, där Karlsson spelade sologitarr och sjöng, Dan Ekström sjöng och spelade dragspel och Tore Käll sjöng och spelade kompgitarr. 1969 kom den första LP-skivan Tiden är inne, nu med gruppen Västkustteamet, som hade utökats med trummisen Anders Kjellberg och sångarna Christina Axell och Christina Sonesson.
1969 bildades bandet New Creation som bestod av Pelle Karlsson (lead vocal) sologitarr, Lennart Sjöholm, sång, hammond och piano, Dan Ekström, elbas, och Anders "Putte" Kjellberg, trummor. Bandet gjorde flera skivor, bland annat Sing out my soul på engelska som var avsedd för lansering i USA inför en turné där. Skivan betraktades som rätt vågad med ett sound som stack ut i kristna kretsar, där somliga kallade det för kristen progg. Proggstämpeln stöds av att låten He is there återfinns på samlingsskivan Who will buy these wonderfull Evils volume III.
1971–1973 reste Pelle Karlsson & New Creation tillsammans med sångaren Jan Sparring i de svenska folkparkerna. 1970 reste bandet till Israel och spelade in en skiva med autentiska ljud mellan spåren (Jerusalem).
Med sången Han är min sång och min glädje 1973 nådde han den breda folklagren. LP-skivan med samma titel sålde i mellan 300 000 och 500 000 exemplar. På skivan framför Karlsson även sin svenska text till Det lilla ljus.
Han gifte sig 1979 med sångerskan Evie Tornquist. År 1980 flyttade de till Kalifornien i USA och sedan 1983 bor de i Naples, Florida. Karlsson har där arbetat som pastor och tv-producent, men har då och då gjort återbesök i Sverige. År 2020 släppte Karlsson efter många års uppehåll ny musik med skivan Bowing down med elva nyskrivna sånger på engelska.

### Internetfenomen
Pelle Karlssons Han är min sång och min glädje är i skivsamlarkretsar känd som Sveriges vanligaste LP-skiva. På Facebook finns en klubb, "Jag har skådat Pelle Karlsson", där medlemmarna rapporterar alla fynd av "Gröna Skivan", ofta med bild där de poserar med hittat exemplar.

## Psalmer
- Han böjde sig ner i ödmjukhet i Segertoner (1988), nummer 450.
- Makten är i Jesu händer i Psalmer och sånger (1987), nummer 382.

## Diskografi

### Västkustteamet
- 1966 Sjung jublande skara EP (Celesta) CLS-12
- 1967 Ensam EP (Celesta) CLST 36
- 1968 Jesus ser EP (Celesta)
- 1968 Jag vet EP (Celesta)
- 1969 Känner du Jesus SINGEL (Axany Press) TS 703
- 1969 Smärtornas man FLEXI SINGEL (Axany Press)
- 1969 Stopp där!! FLEXI SINGEL (Axany Press) TS 681
- 1969 Tiden är inne LP (Hemmets Härold) LP 335

### New Creation
- 1970 I surrender all/I recommend, SINGEL (Hemmets Härold) FM 3020
- 1970 Sing out my soul, (Hemmets Härold) LP 348
- 1971 Jerusalem, (Prim) SWH 7006
- 1972 Till Alla, (Signatur) LP 72001

### Soloalbum
- 1961 Vad gränslös kärlek/När Noa byggde arken EP (Hemmets Härold) P 5185
- 1964 På Jerikos väg, med Dan Ekström och Tore Kjäll, EP (Celesta) CLS-2
- 1965 Han ger väckelsens eld såsom förr, ackompanjerad av Lennart Eriksson, EP (Celesta) CLS 5
- 1968 Så älskar Gud, med Dan Ekström, EP (Celesta) PRS-1744
- 1968 Jesus ser, med Dan Ekström, EP (Cavatina) SG 6801
- 1970 Du är hos mig, med Lennart Sjöholms orkester, LP (Prim) SWH 7003 LP
- 1973 Han är min sång och min glädje, LP (Signatur) LP 6922
- 1977 När du vänder hem, LP (Prim) LP 570.333
- 2020 Bowing Down, (Whitefield Music) WF 2201

### Samlingsalbum
- 1992 Han är min sång och min glädje - sånger av och med Pelle Karlsson, CD (Prim) CD 5080
- 2007 Önskesånger, LP (Linx Music) LXD 145
- 2009 Pelle Karlssons beste, CDx2 (Prima Music) Prima 0109
- 2016 Avtryck/Inspelningar 1969-1977, CDx2 (Linx Music) LXD 184

### Medverkar även på (urval)
- 1970 Jan Sparring i folkparken, LP (Prim) SWH 7004 LP
- 1971 Med Jan Sparring i parken, LP (Prim) SWH 7008
- 1974 Tidens tecken LP (Hemmets Härold) LP 580.019
- 1979 Öppnade ögon, med Evie Karlsson LP (Prim) LP 570.590
- 1979 Sångernas sång, Offensivsångarna med solister, LP (Prim) LP 570.610

## Böcker
- 1983 – Korsets princip: att förlora är att vinna. Stockholm: Filadelfia. Libris 7414830. ISBN 915360332X
- 1987 – Gud har bara en församling. Stockholm: Filadelfia. Libris 7415074. ISBN 91-536-3843-3
- 1994 – Fäst dina ögon på Jesus - och inte på någon annan. Stockholm: Interskrift. Libris 7636441. ISBN 91-7336-477-0